# Frossay

Frossay este o comună în departamentul Loire-Atlantique, Franța. În 2009 avea o populație de 2,901 de locuitori.